# Хаджи Бакр
Сами́р аль-Хлифави́, более известный под именем Хаджи́ Бакр — офицер иракской армии времен Саддама Хусейна (полковник), после американского вторжения в Ирак в 2003 году и начала иракской войны примкнувший к террористической организации Исламское государство Ирак (ИГИ), позже — Исламское государство Ирака и Леванта (ИГИЛ), где стал одним из старших военных командиров.
По неподтверждённым данным (со ссылкой на корреспондента Spiegel Ройтера), именно он командовал силами ИГИЛ, которые в 2013 году вмешались в гражданскую войну в Сирии и стоял за превращением группировки в непризнанное государство. Был убит в Алеппо в январе 2014 года членами сирийской оппозиционной группировки Бригада мучеников Сирии.